# Dead Star/In Your World
Dead Star i In Your World – piosenki pochodzące z kompilacji angielskiego zespołu rockowego Muse, Hullabaloo Soundtrack. Oba utwory zostały wydane wspólnie jako podwójny A-side’owy singel promujący to wydawnictwo, a trafiły na rynek 17 czerwca 2002 roku. Na Hullabaloo znalazły się jednak tylko ich wersje koncertowe, natomiast wersje studyjne pojawiły się na wspomnianym singlu oraz EP pod tym samym tytułem, wydanym we Francji i Japonii. Teledysk do „Dead Star” został nakręcony w domu Winstona Churchilla w Brighton.

## Lista utworów

### Singel

#### Winyl 7"
1. „In Your World” – 2:28
2. „Dead Star” – 3:33

#### CD1 „Dead Star” / „In Your World”
1. „Dead Star” – 3:33
2. „In Your World” – 2:37
3. „Futurism” – 3:27
  - Utwór początkowo wydany jako bonus track na japońskiej wersji Origin of Symmetry.
4. „Dead Star” (teledysk)

#### CD2 „In Your World” / „Dead Star”
1. „In Your World” – 2:28
2. „Dead Star” – 3:33
3. „Can’t Take My Eyes Off You” – 3:26
  - Cover piosenki The Four Seasons „Can’t Take My Eyes off You” w wykonaniu Andy’ego Williamsa
4. „In Your World” (teledysk)

### EP

#### Francja
1. „Dead Star”
2. „In Your World”
3. „Futurism”
4. „Can’t Take My Eyes Off You”
5. „Dead Star (wersja instrumentalna)”
6. „Dead Star” (teledysk)
7. „In Your World” (teledysk)

#### Japonia
1. „Dead Star”
2. „In Your World”
3. „Can’t Take My Eyes Off You”
4. „In Your World (teledysk)”
5. „Dead Star (teledysk)”